# Seewiesen (Styrie)
Seewiesen est un hameau de la municipalité de Turnau, au nord du Land de Styrie, en Autriche.
À proximité se trouve la station de ski de Seeberg - Seewiesen.
Le village est à une altitude de  974 m, et la population est de 64 habitants.

## Sources
- (de) Cet article est partiellement ou en totalité issu de l’article de Wikipédia en allemand intitulé « Seewiesen (Gemeinde Turnau) » (voir la liste des auteurs).